# Dysmicoccus casuarinarum
Dysmicoccus casuarinarum är en insektsart som beskrevs av Williams 1985. Dysmicoccus casuarinarum ingår i släktet Dysmicoccus och familjen ullsköldlöss. Inga underarter finns listade i Catalogue of Life.